# プデチゲ

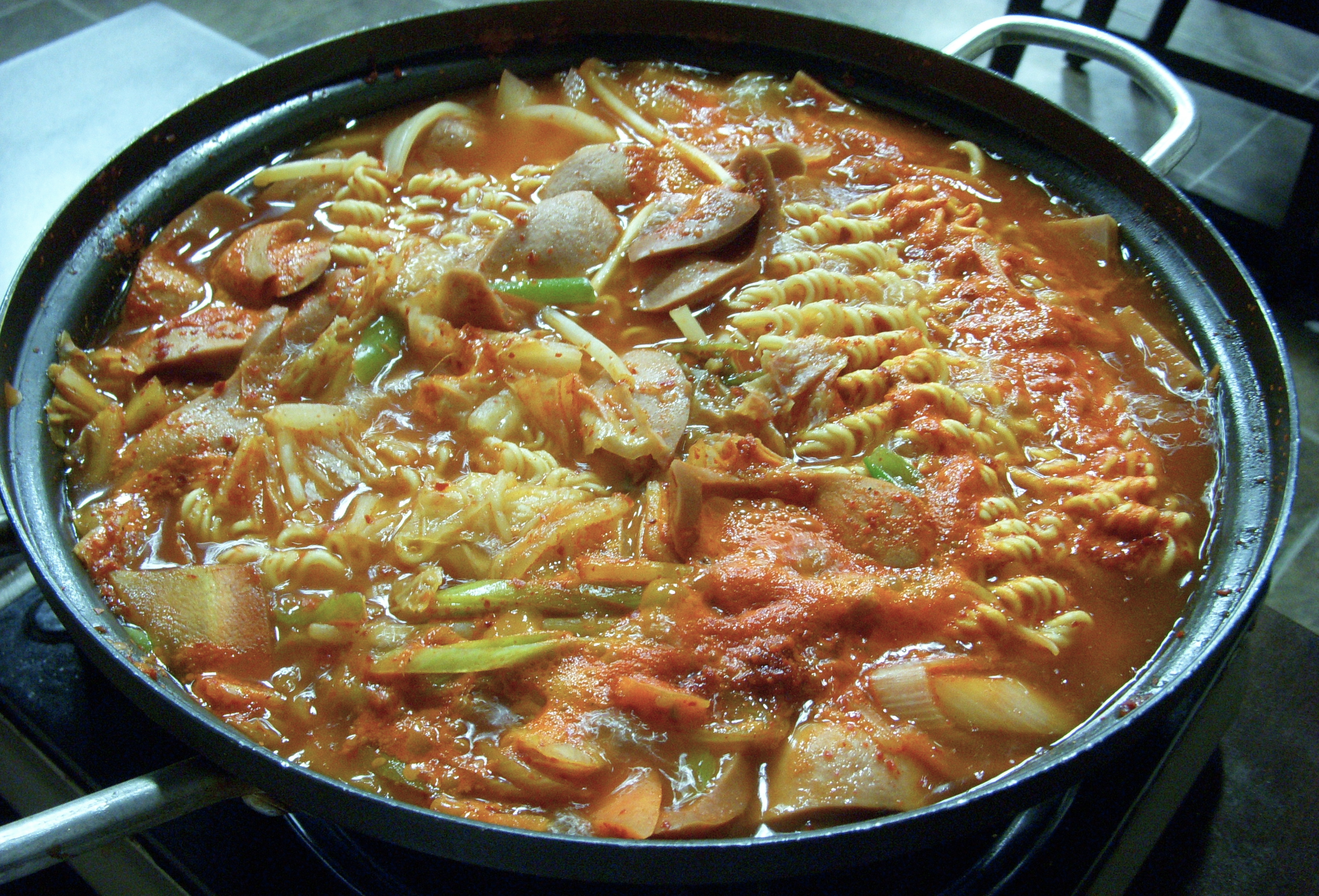
インスタントラーメン入りのプデチゲ

ブデチゲ（部隊チゲ、朝: 부대찌개）は、韓国のチゲの一種。肉、野菜、豆腐などと共に、ソーセージまたはスパムに代表されるランチョンミート、インスタントラーメンといった保存食を辛味のスープで煮込んだ大衆的鍋料理である。

## 概要
韓国語で「軍隊の鍋」を意味する。
朝鮮戦争当時、米軍関係者の多い京畿道議政府市・東豆川市・楊州市・平沢市松炭の住民が米軍の使いきれなかったハムやソーセージを入れて作ったのが始まりとされる。
1960年代から工場労働者の外食、飲み会のメニューとして一般化した。
1960年代に、おでんを売った店でおつまみで売ったのが始まりとされる。初期には炒め料理であったが、いつしか鍋料理に変化した。インスタントラーメンが普及したのは朝鮮戦争の後である。20世紀末には、韓国の外食メニューとして普及した。
議政府にはプデチゲ通りすら存在する。

## 作り方
肉系のスープに唐辛子粉やキムチなどで辛味を加え、ここで豚肉などの肉、白菜やエホバクなどの野菜、豆腐やトック（韓国餅）、そして特徴であるハムやソーセージ、缶詰のランチョンミート、インスタントラーメンなどを煮込む。インスタントラーメンは、最初から投入されるか、あるいは最後の「締め」で入れる。

## 食べ方
キムチチゲやテンジャンチゲなど多くのチゲ類は一人分の量の小鍋で煮込んで供されているが、プデチゲは日本の鍋物のように、食卓の中央の大鍋で煮込みながら取り分けて食べるのが一般的である。

## チョンスンタン
類似のランチョンミートや野菜などを辛い汁で煮た料理で、ソウル特別市龍山区の梨泰院などで見られるタイプのものはチョンスンタン（존슨탕、Johnson湯）と呼ばれる。これにはプロセスチーズを入れて洋風の濃厚な味にするが、インスタントラーメンを加えないのが一般的で、また客が作りながら食べるのではなく、店が完成させた料理を作って出すという差がある。